# La morte fa l'appello
La morte fa l'appello è un romanzo poliziesco scritto da Patrick Quentin, pubblicato per la prima volta nel 1936 e tradotto in italiano nel 1954 nella collana Il Giallo Mondadori con il numero 263.

## Trama
Craiglea è un classico ed illustre collegio inglese, che si prepara ad ospitare gli genitori dei suoi allievi: il reverendo Lucas, vescovo di Saltmarsh, padre del curiosissimo John; Sir WiIfred Pemberley, commissario della contea, padre del talentuoso ma problematico Derek; e la signora Myra Bernard-Moss, seconda moglie del giudice Joseph, e matrigna dei due gemelli Eric e Irving. Ma la pace del collegio è presto interrotta proprio dagli spietati assassinii, in sequenza, di questi ultimi due. Chi è la mano implacabile che li ha colpiti? Qualcuno in cerca di vendetta per la condanna a morte emessa dal loro padre contro un nazista americano? O qualcuno interessato a moventi molto più materiali? O dietro c'è qualche rivalità tra ragazzi sfociata in tragedia? E cosa c'entra il fantasma della "dama grigia" che si dice aleggi sul collegio?
Per riportare la calma a Craiglea, stavolta serviranno le indagini e l'acume non di uno, ma di ben quattro investigatori improvvisati: il signor McFee, ufficialmente tuttofare del collegio, in realtà investigatore dell'agenzia Drummond incaricato inutilmente di proteggere i due ragazzi; il professor Harvey Nettleton, dall'accento e dai modi "eccessivamente oxfordiani"; la signorina Sophia Dodd, la figlia del rettore; e il piccolo John Lucas, a cui spetterà la scoperta dell'indizio decisivo contro il colpevole.

## Personaggi principali
- Harvey Nettleton, docente d'inglese
- Sophia Dodd, docente di musica
- Stephen McFee, uomo di fatica
- Eric e Irving Bernard-Moss, gemelli allievi del Craiglea
- Myra Bernard-Moss, moglie del giudice Bernard-Moss e matrigna di Eric e Irving
- John Lucas, allievo del Craiglea
- Sir Wilfred Pemberley, commissario della contea e padre di Derek
- Reverendo Lucas, vescovo di Saltmarsh e padre di John
- Reverendo Samuel Dodd, direttore del Craiglea e padre di Sophia
- Signora Dodd, sua moglie
- Mademoiselle Santais, docente di francese
- Cyril Heath, docente di matematica

## Edizioni
- Patrick Quentin, La morte fa l'appello, traduzione di Giuseppina Taddei, collana Il Giallo Mondadori, Mondadori, 1954,  p. 210.

- Q. Patrick, La morte fa l'appello, collana I Classici del Giallo Mondadori n. 84, Mondadori, 1970.